# 寅次郎的故事3 恋爱大放题
《寅次郎的故事3 恋爱大放题》（日語：男はつらいよ フーテンの寅）是一部1970年上映的日本喜剧电影，亦是《寅次郎的故事系列》的第三部剧场版作品。由森崎东导演，渥美清、倍赏千惠子、前田吟、新珠三千代及森川信主演。於1970年1月15日上映。

## 剧情简介
寅次郎在叔父、母和妹妹的怂恿下，又回到了柴又老家。 两老为了要他留下来，想出了一条绝世好桥。给他做媒，把女孩子一个又一个地带来跟他相亲，但结果连两老也出乎意料之外－－寅次郎自己做不成新郎哥，反而总是撮合了对方的一段姻缘，而且老是害得叔父、母破财埋单。寅次郎黯然继续上路，但才不过一段路的过程，便又自作多情，堕入爱河‥‥

## 主要演员
- 车寅次郎：渥美清
- 御志津：新珠三千代
- 诹访樱：倍赏千惠子
- 染奴：香山美子
- 车龙造：森川信
- 诹访博：前田吟
- 车つね：三崎千惠子
- 清太郎：花泽德卫
- 信夫：河原崎建三
- 为吉：晴乃ピーチク
- 茂造：晴乃パーチク
- 驹子：春川真澄
- 源吉：佐藤蛾次郎
- 桂梅太郎：太宰久雄
- 日奏：笠智众
- 德爷：左卜全
- 御澄：野村昭子
- 千代：佐佐木梨里
- 吉井：高野真二
- 信州的女傭：悠木千帆（树木希林）

## 主题曲
- 『男はつらいよ』

主唱：渥美清

## 奖项
- 第21届艺术选奖之新人奖／森崎东
- 第21届艺术选奖之文部大臣奖／倍赏千惠子

### 英文
- . 英国电影协会.   [2011-01-18]. （原始内容存档于2012-10-17） （英语）.
- . Complete Index to World Film.   [2011-01-18]. （原始内容存档于2012-09-10） （英语）.
- Rich, Jamie S. . DVD Talk. 2010-12-21  [2011-01-18]. （原始内容存档于2011-06-06） （英语）.

### 德文
- . www.molodezhnaja.ch.   [2011-01-18]. （原始内容存档于2010-08-10） （德语）.

### 日文
- . www.allcinema.net.   [2011-01-18]. （原始内容存档于2012-10-18） （日语）.
- . 日本电影院数据库（日本文化厅）.   [2011-01-18]. （原始内容存档于2011-10-08） （日语）. 外部链接存在于|publisher= (帮助)
- . 日本电影数据库.   [2011-01-18]. （原始内容存档于2011-05-14） （日语）.
- . 电影旬报.   [2011-01-18]. （原始内容存档于2012-03-09） （日语）.

### 中文
- . 豆瓣电影.   [2011-01-28]. （原始内容存档于2013-05-22）.